# Police (Klanjec)
Police is een plaats in de gemeente Klanjec in de Kroatische provincie Krapina-Zagorje. De plaats telt 268 inwoners (2001).